# Club Balonmano Ciudad Naranco
Club Balonmano Ciudad Naranco (deutsch: Handballclub Naranco) war ein spanischer Sportverein aus Oviedo. Die Männer-Handballsparte des Vereins spielte in der ersten spanischen Liga.

## Geschichte
Der Verein wurde im Jahr 1978 gegründet, nachdem der ortsansässige Verein ACD Telefónica seine Mannschaft aus der Primera Nacional, der damaligen zweiten spanischen Liga, zurückgezogen hatte. Im Jahr 1984 gelang dem Team der Aufstieg aus der Primera División in die División de Honor, Spaniens höchster Spielklasse. Der Verein gehörte im Jahr 1984 zu den Gründungsmitgliedern der Asociación de Clubes Españoles de Balonmano (Asobal). Nach der Saison 1984/1985 der División de Honor stieg das Team in die zweite Liga ab. Auf den Wiederaufstieg im Jahr 1986 folgten fünf Jahre in der División de Honor bzw. Liga Asobal; nach der Saison 1990/1991 stieg das Team in die zweite Liga ab. Nach einem Jahr Zweitklassigkeit stieg der Verein 1992 wieder auf, konnte die Klasse aber nicht halten und stieg nach der Saison 1992/1993 ab. Im Jahr 1997 gelang nochmals der Aufstieg in die höchste Liga, die man aber auch dieses Mal nicht halten konnte und aus der man nach der Saison 1997/1998 abstieg. Nach einigen Jahren in der dritten und zweiten Liga wurde im Jahr 2008 beschlossen, den Verein wegen wirtschaftlicher Schwierigkeiten aufzulösen, was im Jahr 2010 geschah.

## Name
Der Name Ciudad Naranco bezieht sich auf den gleichnamigen Stadtteil von Oviedo. Der Verein trat aus Sponsoringgründen auch als Lagisa Naranco, Ceset Naranco und Cero Calorías an.

## Spieler
Zu den bekannten Spielern zählten Quique Perera, Félix Peñalva, Manolo Cadenas, Falo Méndez, Carlos Álvarez, Chechu Villaldea, Jesús Heriberto «Caco», Fernando Bernés, Irme Biró, Zlatan Arnautović, Alberto Entrerríos, David Davis, Gerard Bros und Marcel Pagliotta.

## Halle
Der Verein bestritt seine Heimspiele im Pabellón de Vallobín.